# № 1 (шхуна, 1795)
№ 1 — парусно-гребная шхуна Черноморского флота Российской империи, одна из двух шхун типа «Номерная», участник войны с Францией 1798—1800 годов.

## Описание судна
Одна из двух номерных парусных гребных шхун, построенных для Черноморского флота. Длина шхуны составляла 23,8 метра, ширина — 7,3 метра, а осадка по сведениям из различных источников от 2,9 до 3 метров. На шхуне были установлены гафельные паруса, а её артиллерийское вооружение состояло из восьми пушек.

## История службы
Шхуна № 1 была заложена на стапеле Севастопольского адмиралтейства 3 (14) июня 1794 года, была спущена на воду 18 (29) августа 1795 года, а в 1797 году вошла в состав гребной флотилии. В том же году выходила в крейсерство в Чёрное море.
Принимала участие в войне с Францией 1798—1800 годов. В сентябре 1798 года вышла из Севастополя в направлении Средиземного моря, к 22 ноября (3 декабря) вошла в состав эскадры вице-адмирала Ф. Ф. Ушакова и присоединилась к блокаде Корфу. 18 февраля (1 марта) принимала участие в штурме укреплений острова Видо, совместно с бригом «Панагия Апотуменгано» подошла к острову с южной стороны вплотную к берегу и артиллерийским огнём расчистила путь для высадки десанта.
В апреле 1799 года доставила в Бриндизи 50 солдат, присоединилась к отряду капитана 2-го ранга А. А. Сорокина и заняла там военный пост, после чего перешла в Корфу. 24 июля (4 августа) в составе эскадры адмирала Ф. Ф. Ушакова вышла из Корфу и через Мессину 15 (26) августа прибыла в Палермо. 19 (30) августа в составе отряда А. А. Сорокина вышла из Палермо для блокады Неаполя. 21 декабря 1799 (1 января 1800) года в составе эскадры Ф. Ф. Ушакова шхуна ушла от Неаполя и через Мессину к январю 1800 года вернулась в Корфу. С июля по октябрь того же года с эскадрой Ф. Ф. Ушакова совершила плавание из Корфу в Севастополь, куда прибыла 7 (19) октября. 
В кампанию 1801 года совершала плавания между Севастополем и Константинополем. В 1804 году судно вновь ушло в Греческий архипелаг и после в Средиземное море, а в 1806 году вернулось в Севастополь.
По окончании службы в 1810 году шхуна № 1 была разобрана.

## Командиры шхуны
Командирами парусной шхуны № 1 в составе Российского императорского флота в разное время служили:
- Д. А. Лукин (1797 год);
- П. М. Макшеев (1798—1799 годы);
- М. И. Миницкий (до октября 1800 года).